# João Garcia Nunes Mexia
João Garcia Nunes Mexia (Mora, Mora, 3 de Agosto de 1899 - ?) foi um engenheiro e político português.

## Biografia
Tinha o curso de Engenheiro Silvicultor pelo Instituto Superior de Agronomia da Universidade Técnica de Lisboa.
Foi Presidente da Junta Nacional dos Produtos Pecuários, Director da Associação Central da Agricultura Portuguesa e da Sociedade de Ciências Agronómicas.
Foi Deputado à Assembleia Nacional em três Legislaturas sob o Regime Corporativo.
Foi Vice-Presidente do Conselho Regional da Casa do Alentejo e foi Delegado de Portugal à Conferência Internacional da Cortiça, etc.
Publicou: 
- Subsídios para o ordenamento de sobreiros e conservações e valorizações dos frutos dos montados[1]

Colaborou em muitos jornais e revistas sobre a especialidade.
Casou em Montemor-o-Novo a 25 de Maio de 1929 com sua prima-irmã Elisária Margarida Mexia da Costa Lopes Praça, bisneta do 1.º Visconde de Santo André e 1.º Conde de Santo André (Montemor-o-Novo, Nossa Senhora da Vila, 29 de Outubro de 1906 - 1998), com descendência.